# Astragalus berteroanus
Astragalus berteroanus (Moris) Reiche  è una pianta appartenente alla famiglia delle Fabacee, endemica del Cile.
L'epiteto specifico è un omaggio al botanico italiano Carlo Luigi Giuseppe Bertero (1789 – 1831).